# Kostel (Kostel, Slovenija)
Kostel je naselje u slovenskoj Općini Kostelu. Kostel se nalazi u pokrajini Dolenjskoj i statističkoj regiji Jugoistočnoj Sloveniji. 

## Stanovništvo
Prema popisu stanovništva iz 2002. godine naselje je imalo 10 stanovnika.